# Turksat (satélite)
Turksat é uma série de satélites turcos de telecomunicações. O programa é supervisionado pela empresa Türksat e pela empresa francesa Aérospatiale.
| Nome do satélite | Data de lançamento      | Local                                    | Veículo de lançamento | Estado              |
| ---------------- | ----------------------- | ---------------------------------------- | --------------------- | ------------------- |
| Türksat 1A       | 24 de janeiro de 1994   | Centro Espacial de Kourou                | Ariane-44LP H10 +     | Falha em inserção   |
| Türksat 1B       | 10 de agosto de 1994    | Centro Espacial de Kourou                | Ariane-44LP H10 +     | Funcionou até 2006. |
| Türksat 1C       | 9 de setembro de 1996   | Centro Espacial de Kourou                | Ariane-44L H10-3      | Funcionou até 2008. |
| Türksat 2A       | 10 de janeiro de 2001   | Centro Espacial de Kourou                | Ariane-44P H10-3      | Funcionou até 2016. |
| Türksat 3A       | 12 de julho de 2008     | Centro Espacial de Kourou                | Ariane 5ECA           | Em funcionamento    |
| Türksat 4A       | 14 de fevereiro de 2014 | Cosmódromo de Baikonur                   | Proton-M              | Em funcionamento    |
| Türksat 4B       | 16 de outubro de 2015   | Cosmódromo de Baikonur                   | Proton-M              | Em funcionamento    |
| Türksat 5A       | 8 de janeiro de 2021    | Estação da Força Aérea de Cabo Canaveral | Falcon 9 Block 5      | Em funcionamento    |
| Türksat 5B       | 19 de dezembro de 2021  | Estação da Força Aérea de Cabo Canaveral | Falcon 9 Block 5      | Em funcionamento    |
| Türksat 6A       | 8 de julho de 2024      | Estação da Força Aérea de Cabo Canaveral | Falcon 9 Block 5      | Em funcionamento    |